# Blued
 (février 2017).
Blued est un réseau social chinois à destination des LGBT, considéré comme le plus important au monde.
Lancé en 2012, le réseau social gratuit compte 27 millions d'utilisateurs dont la majorité se trouve dans son pays d'origine, la Chine. Le réseau social est disponible sur Android ou iOS. Ses fonctionnalités incluent des profils vérifiés, des vidéos en direct, un fil d'actualité et des groupes de discussion. En décembre 2016, la valeur du réseau était estimée à 600 millions de dollars.

## Histoire
Dans les années 2000, et ce pendant 12 ans, Geng Le (alias Ma Baoli), un homme marié, policier dans le nord de la Chine, développe et maintient en secret le site Danlan.org, un site destiné aux communautés gaies du pays. En 2011 il démissionne de la police. Déterminé à faire des droits LGBT le combat de sa vie, il a créé Blued, le réseau social qui deviendra rapidement le principal réseau social gay.
En décembre 2016, Blued comptait plus de 200 employés à son siège social de Pékin. Blued a ouvert un bureau à Londres en Angleterre pour superviser son expansion à l'étranger. En 4 ans, Blued est devenu le principal réseau social gay au monde avec plus de 27 millions d’utilisateurs.
Le président de Hornet, Sean Howell, a dit en commentant le récent partenariat signé avec Blued : « Les applications gais ont évolué ses dernières années vers des utilisateurs plus impliqués et qui demandent une expérience et un contenu mobile plus riche »,.
En 2020, l'application compte 6,4 millions d’utilisateurs mensuels.

## Critiques
Le site en français ne propose que des conditions générales d'utilisation en anglais